# Thecla cetra
Thecla cetra är en fjärilsart som beskrevs av Max Wilhelm Karl Draudt 1920. Thecla cetra ingår i släktet Thecla och familjen juvelvingar. Inga underarter finns listade i Catalogue of Life.